# Veliki šnavcer
Veliki šnavcer je nemška pasja pasma, ki po klasifikaciji Mednarodne kinološke zveze (FCI) sodi v 2. skupino (Pinči, šnavcerji, molosi in švicarski planšarski psi) in 1. sekcijo (Pinči in šnavcerji). Takšne pse so nekoč uporabljali za delo na kmetijah, kjer so skrbeli za gojeno govedo.

## Izvor
Gre za pasmo, katere začetek sega nazaj v 19. stoletje, ko so takšni veliki psi služili različnim opravilom (v južnih predelih Nemčije so velikega šnavcerja uporabljali za zganjanje goveda). Predvideva se, da so rejci psa takrat vzgojili iz raznih mesarskih in kmečkih pasem psov. Pasma je prvotno imela mnogo različnih imen (npr. münchenski šnavcer, ruski šnavcer); v nemškem mestu München so psom pravili pivski šnavcerji, ker so bile živali zadolžene za varovanje pivskih vozičkov. Zaradi izrazite velikosti in šnavcerjevega videza so nekateri pse nazivali z imenom medvedji šnavcer.

## Pasemski standard

### Izgled
Veliki šnavcer je velik, močan in čokat pes, ki ima značilen izgled šnavcerjev. Gre za temnega psa, ki ima gosto, žimasto in trdo dlako ter mehko podlanko. Dlaka je bodisi črna bodisi barve "poper in sol". Pri rodovniških psih je priporočena izrazita brada (tako imenovani schnauz). Njegova ušesa so spuščena in v obliki črke V.

### Značaj
Veliki šnavcer, ki ustreza pasemskim standardom, naj bi se ustrezno obnašal in imel miren značaj, odlikovala pa naj bi ga velika zvestoba do lastnika. Neprimerna vzgoja lahko vodi v temperamentnega in samosvojega psa. Ima močno razvite čutilne organe, je inteligenten in primeren za učenje. Veliki šnavcer naj bi bil tudi vzdržljiv in hiter ter odporen na vreme in bolezni. Zaradi zmožnosti prenašanja naporov in samozavestnega značaja je pes primeren za pasje športe in delo, ustreza pa tudi zahtevam psa spremljevalca.

### Zdravje
Veliki šnavcer je načeloma zdrava pasma, pri nekaterih posameznikih pa se pojavljajo razne težave s koleni (na primer izpahi kolenskega sklepa), artroza hrbtenice in displazija kolkov ter občasno drugih sklepov.